# SURVIVE STYLE5+
『SURVIVE STYLE5+』（サバイブ スタイル ファイブ プラス）は、関口現監督による2004年公開の日本映画。配給は東宝。5つ（+1）の独立したエピソードがそれぞれに絡み合い、ストーリーを作っていく。

## エピソード・キャスト

### 1．何度もよみがえる妻と、その妻を殺し続ける男
- 浅野忠信（石垣昌宏）
- 橋本麗香（石垣の妻・ミミ）
- ピエール瀧（白バイ警官）

### 2．自信過剰なCMプランナーと、人気催眠術師
- 小泉今日子（CMプランナー・洋子）
- 阿部寛（催眠術師・青山）
- 三輪明日美（ウエイトレス）
- 志賀廣太郎（タクシー運転手）
- 内田仁菜（女子高生・マキ）
- 関綾乃（女子高生・ハヤシ）

### 3．鳥になってしまった父親と、その家族
- 岸部一徳（小林達也）
- 麻生祐未（妻・美沙）
- 貫地谷しほり（長女・果歩）
- 神木隆之介（長男・慶一）
- 三浦友和（町医者・山内）
- 唯野未歩子（佐々木先生）
- 山内健司（大学病院教授・坂口）
- 土佐信道（大学病院助手・山口）

### 4．空き巣をして暮らす3人組
- 津田寛治（空き巣・津田）
- 森下能幸（空き巣・森下）
- JAI WEST（空き巣・J）

### 5．ロンドンから来た殺し屋と、その通訳
- VINNIE JONES（殺し屋・Jimmy Funky Knife）
- 荒川良々（通訳・片桐）
- 木村多江（スチュワーデス）

### ＋．恐妻家の製薬会社社長と取り巻きの面々
- 千葉真一（製薬会社社長・風間）
- 並樹史朗（製薬会社役員）
- 板谷由夏（社長秘書）
- マギー（広告代理店・営業）
- 河原雅彦（劇中CMのディレクター）
- 加瀬亮（劇中CMの頭痛男）

## スタッフ
- 監督 - 関口現
- 企画・原案・脚本 - 多田琢
- 製作 - 林田洋、森隆一、平井文宏、TUGBOAT
- プロデューサー - 谷口宏幸、福山亮一
- 撮影 - シグママコト
- 美術 - 山口修
- 照明 - 野本明宏
- 録音 - 稲村和己（ACユニオン）
- 装飾 - 大坂和美
- スタイリスト - 宇都宮いく子
- ヘアメイク - 山崎聡（sylgh）
- 効果 - 小林範雄
- スクリプター - 黒河内美佳
- キャスティング - 園田真吾
- 助監督 - 芹澤康久
- 制作担当 - 藤村直人
- 振付 - 香瑠鼓
- タイトルバックデザイン - 佐藤可士和
- 劇中CM協力 - 石井克人
- 宣伝プロデューサー - 大垣敦生
- VFXスーパーバイザー - 石井敦雄
- 音楽 - JAMES SHIMOJI
- 特別協力 - BEAMS、goo
- 「SURVIVE STYLE5+」製作委員会 - 電通、東北新社、日本テレビ放送網、TUGBOAT
- VFX制作 - OMNIBUS JAPAN
- 制作会社 - 東北新社
- 配給 - 東宝